# Jerzy Skolimowski
Jerzy Skolimowski (* 5. května 1938 Lodž) je polský režisér, scenárista, dramatik a herec.

## Biografie
Režisérsky debutoval v roce 1964 filmem Rysopis podle vlastního scénáře, kde si také zahrál jednu z hlavních rolí. Jeho snímek Start (1967) získal Zlatého medvěda. Na filmovém festivalu v Cannes byly oceněny jeho filmy Křik (1978) a Tvrdá fuška (1982), z Benátského filmového festivalu si přivezl ocenění za snímky Majáková loď (1985) a Essential Killing (2010). Jako herec se objevil například ve filmech Bílé noci (1985), Mars útočí! (1996), Jak se neztratit v L.A. (1998), Než se setmí (2000), Východní přísliby (2007) nebo Avengers (2012).